# Nick Sagan
Nick Sagan (n. 16 septembrie 1970, Boston, Massachusetts, SUA) este un romancier american și scenarist. Este autorul romanelor science fiction Idlewild, Edenborn și Everfree și al scenariilor câtorva episoade Star Trek: The Next Generation și  Star Trek: Voyager. Este fiul astronomului Carl Sagan și al artistei și scriitoarei Linda Salzman.

## Lucrări

### Romane
- Idlewild  (2003)
- Edenborn (2004)
- Everfree (2006)

### Povestiri
- "Tees and Sympathy" în revista Subterranean #4  (2006)

### Televiziune
- Star Trek: Voyager (1998-1999)
  - "In the Flesh"
  - "Gravity" cu Bryan Fuller
  - "Course: Oblivion" cu Bryan Fuller
  - "Juggernaut" cu Kenneth Biller & Bryan Fuller
  - "Relativity" cu Bryan Fuller & Michael Taylor
- Captain Simian & The Space Monkeys (1996)
  - "Gormongous!"
- Exosquad (1995)
  - "A Night Before Doomsday" cu Mark Edens
- Space Precinct (1995)
  - "Predator and Prey"
- Star Trek: Generația următoare (1993-1994)
  - "Înlănțuiți"
  - "Bloodlines"
- Jack's Place (1993)
  - "The Seventh Meal" cu Linda Salzman

### Jocuri
- OurColony (2005)
- Zork: Nemesis (1996) cu Cecilia Barajas și Adam Simon

## Legături externe
- Personal official website
- Nick Sagan la Internet Movie Database
- Nick Sagan la Internet Speculative Fiction Database
- Science Fiction Weekly Interview Arhivat în 4 martie 2009, la Wayback Machine. conducted by John Joseph Adams

## Vezi și
- Listă de autori de literatură științifico-fantastică
- Listă de oameni din statul Massachusetts

Format:Carl Sagan